# مسرح دبي الأهلي
مسرح دبي الأهلي هو مسرح تابعا للنادي الأهلي، كان يشار إلية باسم (المسرح التجريبي بالنادي الأهلي)،تأسس المسرح في الخامس عشرة من شهر يوليو سنة 1981، أُشهر من وزارة العمل والشؤون الاجتماعية تحت رقم (81)
بقرار حكومي رقم (357) بتاريخ الأول من شهر أغسطس سنة 1995، باسم (مسرح دبي الأهلي)، يقع المسرح في (مدينة دبي) داخل النادي الاهلي.

## خلفية
ظهرت العديد من أشكال المسرح التجريبي المعاصر والتي ثارت على الشكل التقليدي للمسرحية ذات البداية والمنتصف والنهاية. بدأ المسرح العربي بالظواهر الدرامية الشعبية التي ظل قسم منها مستمرا" حتى نهاية القرن التاسع عشر وبداية القرن العشرين، أما القسم الآخر فما زال يقدم حتى الآن مثل فنون الرقص الغجرية، الكاولية، القراقوز، خيال الظل، السماحة، المقامات، السير الشعبية ومسرح البساط، صندوق العجائب، المداح، الحكواتي)، إسماعيل باشا في المغرب العربي.
البداية الفعلية للحركة المسرحية العربية في لبنان وسوريا فيمكن تأشير مراحلها بالآتي:-
1847 محاولة النقاش مسرحية (البخيل) عن مولير.
- الترجمات: شبلي ملاط: مسرحية (الذخيرة) عن الفرنسية ومسرحية (شرف العواطف)، أديب إسحاق: مسرحية راسين (اندروماك).
- التاريخية: هي مرحلة بعث التاريخ الوطني العربي التي من خلالها كتب نجيب الحداد مسرحية (حمدان) والتي استمدها من حياة (عبد الرحمن الداخل).
- الواقعية الاجتماعية: وتمثلت في كتابات جبران خليل جبران الذي كتب مسرحية (ارم ذات العماد).

وكان في دمشق قبل الانتداب مقاهي عديدة منها (للحكواتي)، وأخرى (للكراكوز) وثالثة (للمصارعة) ورابعة (للسيف والترس) وخامسة (للرقص
الربع الأول من القرن العشرين شهد ميلاد نهضة مسرحية واسعة في أغلب أقطار الوطن العربي في كل من (السودان -1902)، (تونس –1908)، (فلسطين –1917)، (البحرين –1919)، (الجزائر – 1921)، (المغرب – 1923) ،(ليبيا،1925)، (الكويت – 1938) و(قطر والأردن – بداية السبعينات

## أهم مسرحياته
أولا: الأعمال المسرحية:
1. مسرحية أغنياء ولكن -1981- تأليف/عمر غباش - إخراج/محسن محمد.
2. مسرحية أنا والعفريت (أطفال)- 1982- تأليف/خلف أحمد خلف - إخراج/محسن محمد.
3. مسرحية الطيور (أطفال) -1983- تأليف/عبد الإله عبد القادر - إخراج/محسن محمد.
4. مسرحية الإمبراطور جونز-1984- تأليف/يوجين أونيل - إخراج/يوسف خليل
5. مسرحية رحمه (أطفال) -1985- تأليف/ألفريد فرج - إخراج محسن محمد.
6. مسرحية جسر آرتا - 1985- تأليف/جورج ثيوتوكا - إخراج/يوسف خليل.
7. مسرحية المهزلة الأرضية –1986- تأليف/يوسف إدريس - إخراج محسن محمد.
8. مسرحية وسواس –1988- تأليف وإخراج/عمر غباش.
9. مسرحية الإمبراطور جونز –1989- تأليف/يوجين أونيل - إخراج/عمر غباش.
10. مسرحية حلم السعادة (أطفال) –1990- تأليف وإخراج/جمال مطر.
11. مسرحية حبة رمل –1990- تأليف وإخراج/ناجي الحاي.
12. مسرحية الأشجار لا تموت –1991- تأليف/محمود دياب - إخراج/محسن محمد.
13. مسرحية جميلة –1992- تأليف وإخراج/جمال مطر.
14. مسرحية وظيفة للإيجار –1992- تأليف/علي سالم - إخراج/عمر غباش.
15. مسرحية المسافرون –1993- تأليف/صالح المناعي - إخراج/حافظ أمان.
16. مسرحية قبر الولي –1994- تأليف وإخراج/جمال مطر.
17. مسرحية بنت عيسى –1994- تأليف وإخراج/ناجي الحاي.
18. مسرحية صمت القبور –1996- تأليف/سالم الحتاوي - إخراج/عمر غباش.
19. مسرحية غاب القطو –1997- تأليف وإخراج/جمال مطر.
20. مسرحية عرسان عرايس –1998- تأليف وإخراج/عمر غباش.
21. مسرحية الهوا غربي –1998- تأليف/موري شيزجال - إخراج/ناجي الحاي.
22. مسرحية زكريا حبيبي –1999 –تأليف وإخراج / ناجي الحاي.
23. مسرحية عنتر وعبلة –2000- تأليف وإخراج / جمال مطر.
24. مسرحية باب البراحة -2001- تأليف/ مرعي الحليان وإخراج / ناجي الحاي.
25. مسرحية دار الهوى دار – 2002 تأليف / جمال سالم وإخراج / جمال مطر.
26. مسرحية شما – 2003 تأليف / عمر غباش وإخراج / أحمد الأنصاري.
27. مسرحية حبة رمل - 2005 تأليف / ناجي الحاي وإخراج / احمد الأنصاري.
28. مسرحية عرسان عرايس - 2006 تأليف / عمر غباش وإخراج / .
29. مسرحية عنمبر - 2008 تأليف / طلال محمود وإخراج / مروان عبد الله صالح.
30. مسرحية سر الصندوق 2009 تأليف الفنان / فرحان بلبل وإخراج الفنان عبد الله بن لندن.
31. مسرحية عندما تتنفس الصخور - 2009 تأليف / عبد الله صالح وإخراج / محمد عطية عبد الله.
32. مسرحية انا والسندريلا (أطفال) - 2009/2010 تأليف / احمد الماجد وإخراج طلال محمود.
33. مسرحية حسون ملاين - 2009 بطولة جابر نغموش تأليف / مرعي الحليان وإخراج / احمد الأنصاري.
34. مسرحية السرداب - 2010 تاليف عبد الله صالح وإخراج / محمد عطية عبد الله
35. مسرحية ألف ليلة وديك - 2012 تاليف وإخراج / مروان عبد الله صالح

## الدورات التدريبية والمهرجانات
الدورة التدريبية التأسيسية الأولى في فن التمثيل –1990
المشاركة مع النادي الأهلي الثقافي الرياضي في تنظيم الدورات الثلاث لمهرجان المسرح المحلي من عام 1991 وحتى عام 1993.
الدورة التدريبية الأولى لتنمية مهارات التمثيل –1999.
الدورة التدريبية الثانية لتنمية مهارات التمثيل –1999. (أ) المهرجانات المحلية
الدورة الأولي ديسمبر 1991:
مسرحية الأشجار لا تموت
جائزة أفضل إخراج – الفنان محسن محمد.
مسرحية حبة رمل
جائزة أفضل عرض مسرحي متكامل
جائزة أفضل تأليف مسرحي – ناجي الحاي
جائزة أفضل تمثيل نسائي (مناصفة) –عائشة عبد الرحمن وحنان عبد الجليل
جائزة أفضل سينوغرافيا – الفنان وليد عمران.
الدورة الثانية فبراير 1992:
مسرحية جميلة:
جائزة أفضل عرض مسرحي متكامل.
جائزة أفضل تمثيل نسائي – الفنانة نوريه سليمان.
جائزة أفضل تمثيل نسائي – الفنانة نوريه سليمان.
جائزة أفضل سينوغرافيا – الفنان وليد عمران.
الدورة الثالثة ديسمبر 1993:
مسرحية وظيفة للإيجار.
مسرحية المسافرون.
2) معرض أبو ظبي الدولي العاشر للكتاب للعام 2000:
مسرحية زكريا حبيبي.
3) مهرجان أيام الشارقة المسرحية:
الدورة الثانية مارس 1985 - مسرحية رحمه.
الدورة السادسة إبريل 1994.
مسرحية قبر الولي- جائزة لجنة التحكيم الخاصة.
مسرحية بنت عيسى
جائزة أفضل عرض مسرحي متكامل.
جائزة أفضل إخراج مسرحي – ناجي الحاي.
جائزة أفضل تمثيل رجالي – مرعي الحليان.
جائزة أفضل تمثيل نسائي – هدى الخطيب.
جائزة أفضل إضاءة – محمد جمال.
الدورة العاشرة مارس 2000 - مسرحية عنتر وعبله:
جائزة أفضل تمثيل نسائي دور ثاني – عائشة عبد الرحمن.
جائزة أفضل ملابس.
الدورة الحادية عشرة مارس 2001 - مسرحية باب البراحة:
جائزة أفضل عرض مسرحي متكامل.
جائزة أفضل إخراج مسرحي لمخرجها الفنان ناجي الحاي.
جائزة أفضل تمثيل رجالي دور أول للفنان إبراهيم سالم.
الدورة الثانية عشرة فبراير 2002 - مسرحية دار الهوى دار:
جائزة أفضل تمثيل نسائي دور ثاني للفنانة حنان المري.
الدورة الثالثة عشرة مارس 2003 - مسرحية شما:
جائزة أفضل تأليف – الفنان عمر غباش.
جائزة أفضل إخراج – الفنان أحمد الأنصاري.
جائزة أفضل تمثيل نسائي دور أول – الفنانة عائشة عبد الرحمن.
جائزة أفضل إضاءة – الفنان محمد جمال.
مهرجان دبي لمسرح الشباب:
مسرحية عنمبر.
مسرحية عندما تتنفس الصخور.

## أهم أعضاء المسرح
- ناجي الحاي

- عمر عبيد غباش

- أحمد الأنصاري

- بلال عبد الله

- فاطمة الحوسني

- بدرية أحمد

- هدى الخطيب

- يوسف غريب بن محمود

- مروان عبد الله صالح

- حافظ أمان

- وليد عمران الجلاف

- محمد عطية عبد الله

- عبد الله الجفالي

- محمد السعدي

- طلال محمود

- أحمد مال الله

- جمال مطر

- عبد الله احمد إبراهيم

وغيرهم من الشخصيات الفنية المتواجدة في الساحة الفنية في الإمارات